# جلكى جيبية
جلكى جيبية أو الجلكى الجنوبية (الاسم العلمي: Geotria australis) (بالإنجليزية: Pouched Lamprey)‏ هي نوع من اللافكيات تتبع جنس الجلكى الأرضية من فصيلة الجلكيات الأرضية.